# Wahin
Wahin est une localité rurale dans le Sud de la Côte d'Ivoire dans la région de l'Agnéby-Tiassa. La localité de Wahin est administrativement rattachée à la sous-préfecture Loviguié dans le département d'Agboville,. 